# Impatiens issembei
Impatiens issembei är en balsaminväxtart som beskrevs av S.B.Janssens, Stevart och Fischer Impatiens issembei ingår i släktet balsaminer, och familjen balsaminväxter. Inga underarter finns listade i Catalogue of Life.